# Liste regional bedeutsamer Bäume in Unterfranken

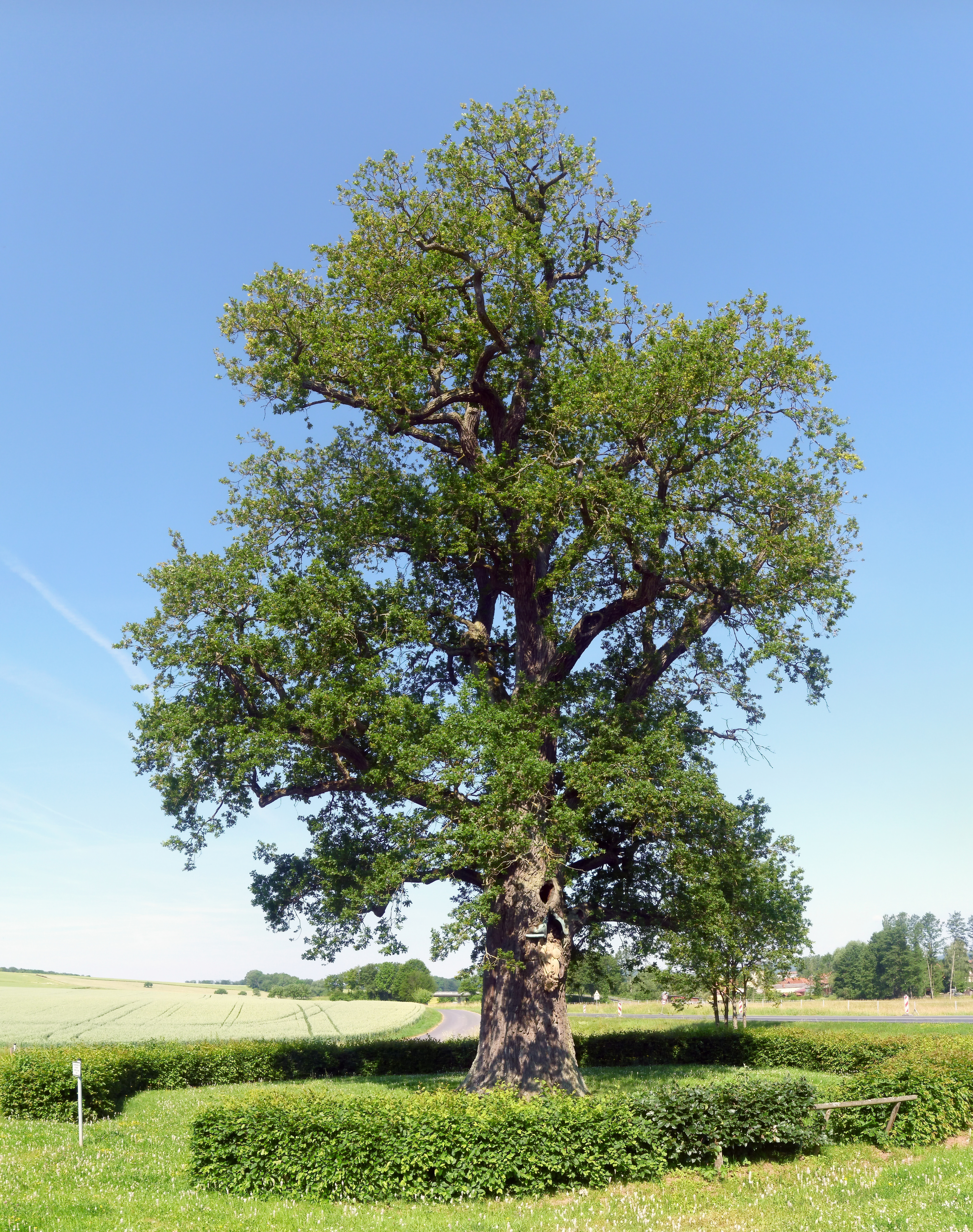
Bildeiche bei Albertshausen
(7,80 Meter Stammumfang)

Die Liste regional bedeutsamer Bäume in Unterfranken enthält Bäume im Regierungsbezirk Unterfranken, die einen bestimmten Stammumfang überschreiten. Das Deutsche Baumarchiv stuft diese in der Regel als regional bedeutsame Bäume (RBB) ein. Zu jedem Baum werden Angaben zum Standort (Ort, Landkreis, Standorthöhe und Koordinate) gemacht. Des Weiteren werden die Baumart, der Naturdenkmalstatus, der Umfang, die Höhe, der Durchmesser der Krone und das geschätzte Alter genannt. Die Bäume, ihre Geschichte, soweit bekannt, und ihr Zustand werden beschrieben. Zu den 128 Bäumen aus etwa 30 Gattungen werden jeweils zwei Bilder, eines vom Stamm und eines vom gesamten Baum, gezeigt.

## Aufnahmekriterium
Die Auswahl der Bäume geschieht anhand des Stammumfangs, der auch immer mit einem hohen Alter gleichzusetzen ist. Der Stammumfang wird in 1,3 Meter Höhe, wo auch der Brusthöhendurchmesser ermittelt wird, gemessen. Der Mindestumfang ist für jede Baumart mit einem bestimmten Maß festgelegt.
- 6,00 Meter: Eichen (Stiel-/Traubeneichen), Linden (Sommer-/Winterlinden), Platanen, Riesenmammutbäume, Schwarzpappeln
- 5,50 Meter: Weiden
- 5,00 Meter: Edelkastanien, Rotbuchen, Schwarznüsse, Sumpfzypressen
- 4,50 Meter: Ulmen
- 4,00 Meter: Bergahorne, Eschen, Pyramidenpappeln, Robinien, Rosskastanien, Säuleneichen, Zedern
- 3,50 Meter: Douglasien, Echte Trauerweiden, Fichten, Hemlocktannen, Lärchen, Tannen
- 3,00 Meter: Ahorne (Feld-/Silber-/Spitzahorne), Birnen (Kultur-/Wildbirnen), Eiben, Ginkgos, Hainbuchen, Kiefern, Lebensbäume, Maulbeeren, Urweltmammutbaum
- 2,50 Meter: Äpfel, Birken, Echte Walnüsse, Elsbeeren, Mehlbeeren, Speierlinge, Vogel-Kirschen

## Erklärung
- Ort:  Nennt den Ort des Baumes.

A = Hang-Oberseite

- Landkreis:  Nennt den Landkreis, in dem der Baum steht.
- Baumart:  Nennt die Art des Baumes.
- Stammumfang:  Nennt den Stammumfang des Baumes auf der Höhe von 1,3 Metern, der sogenannten Brusthöhe (BHU). Bei geneigtem Gelände wird hangoberseitig gemessen. Befinden sich Äste oder Astlöcher tiefer als 1,3 Meter, wird unterhalb davon gemessen. Hat der Stamm unterhalb von 1,3 Metern einen geringeren Umfang (Taille), wird an dieser Stelle gemessen. Befindet sich die Taille bei einer hoch angesetzten Krone höher als 1,3 Meter, wird dieses Maß mit angegeben. Jedoch wird der Stammumfang höchstens auf einer Höhe von  2,50 Metern gemessen. In Klammern steht jeweils das Jahr der Messung. Zu den verschiedenen Messmethoden siehe Brusthöhendurchmesser.
- Höhe des Baumes:  Nennt die Höhe des Baumes, gemessen mit einem Laserentfernungsmesser.[1] In Klammern steht das Jahr der Messung. Eine noch fehlende Höhenmessung ist mit einem Halbgeviertstrich (–) gekennzeichnet.
- Durchmesser der Krone:  Nennt den Durchmesser der Krone. In Klammern steht das Jahr der Messung.
- Alter:  Nennt das geschätzte Alter des Baumes.
- Naturdenkmal:  Nennt, ob es sich um ein Naturdenkmal handelt. In Klammern steht das Jahr der Unterschutzstellung.
- Höhe über Normalnull:  Nennt die Höhe über Normalnull des Standorts.
- Standort:  Nennt die Koordinaten des Baumes.
- Bild:  Abbildungen des Baumes.

Anmerkung: Die Liste ist alphabetisch nach Gattungen und innerhalb der jeweiligen Gattung nach dem Ort des Baumes sortiert.

## Bäume

### Eichen

#### Stiel-/Traubeneiche
| Baumdaten | Bild |  |
| --- | ---- |  |
| |      |  |
| Eiche beim Egenburgerhof |      |  |
| Die Eiche steht auf einem eingezäunten Privatgrund und ist nicht frei zugänglich. Der Stamm ist auf einer Seite geöffnet und bis in den Kronenansatz teilweise hohl beziehungsweise morsch. Die Öffnung reicht keilförmig spitz zulaufend bis zum Boden. In etwa drei Meter Höhe löst sich der Stamm in drei Starkäste auf, von denen einer abgebrochen ist. Ein rindenloser Astansatz von etwa einem Meter Länge ist stehen geblieben. Die Eiche hat eine große geschlossene harmonische Krone. |      |  |
| - Ort: Hof Egenburg, Gemeinde Kirchheim - Landkreis: Würzburg - Baumart: Stieleiche (Quercus robur) - Stammumfang: 7,58 m (Taille) - Höhe des Baumes: – - Durchmesser der Krone: 22 Meter - Alter: 350 bis 450 Jahre - Naturdenkmal: Ja (seit 1968) - Höhe über Normalnull: 315 Meter - Standort: 49° 40′ 20,2″ N, 009° 49′ 49,1″ O |      |  |
| |      |  |